# Дієрезис
Дієрезис, або трема́ — діакритичний знак, який вказує на фонетичне явище роздільного читання двох літер, які позначають голосні звуки, тобто літера не утворює диграфа з сусідньою голосною: фр. Noël (/nɔ.ɛl/) — Різдво, Citroën — «Сітроен», або з сусідньою приголосною: ісп. Pingüino — пінгвін. Зазвичай зображується у вигляді двох крапок над літерою.
Слово походить від грецького diaíresis (διαίρεσις), що означає «поділ», «розділення» або «розрізнення».  Слово трема (франц. tréma), що використовується в лінгвістиці, походить від грецького trē̂ma (τρῆμα) і означає «перфорація», «отвір».